# 16132 Анжелакім
16132 Анжелакім (1999 XH99, 1978 EG2, 1978 GU, 1998 RX37, 16132 Angelakim) — астероїд головного поясу, відкритий 7 грудня 1999 року.
Тіссеранів параметр щодо Юпітера — 3,492.